# Karsten Knolle
Karsten Knolle (* 17. Januar 1939 in Neinstedt; † 3. Januar 2024) war ein deutscher Politiker (CDU) und Journalist. Er war von 1990 bis 1998 Mitglied des Landtages von Sachsen-Anhalt und von 1999 bis 2004 Mitglied des 5. Europäischen Parlamentes.

## Ausbildung und Leben
Karsten Knolle war das sechste von zwölf Kindern des damaligen Leiters der Neinstedter Anstalten und ein Großneffe des Bischofs Otto Dibelius. Er besuchte die Volksschule in Neinstedt/Quedlinburg und später das Dietrich-Bonhoeffer-Gymnasium in Hilden bei Düsseldorf, als er nach dem Aufstand vom 17. Juni 1953 die Familie verließ und im Alter von 16 Jahren in die Bundesrepublik Deutschland floh. Er studierte nach dem Abitur an der Akademie für Welthandel in Frankfurt am Main. Karsten Knolle machte eine Lehre als Industriekaufmann und wurde Außenhandelskaufmann mit Diplom. 1955 musste er nach eigenen Angaben aus politischen Gründen die DDR verlassen. In der Bundesrepublik leistete er seinen Wehrdienst als Fallschirmjäger und war nach einer Reihe von Wehrübungen Oberstleutnant d. R. und Träger des Bundeswehrehrenzeichens in Gold. 1965 bis 1966 erfolgte ein Informationsaufenthalt in den USA, Kanada und Mexiko. 1969 bis 1971 machte er eine Ausbildung zum Journalisten bei der dpa-Hannover mit Abschluss Diplom-Journalist. Von 1971 bis 1990 arbeitete er als Journalist in Bonn, später lebte er in Berlin.
Karsten Knolle, der evangelischer Konfession war, war verheiratet und hatte zwei Kinder.

## Politik
Seit 1968 war Karsten Knolle Mitglied der CDU. Im Mai 1990 trat er zudem in die CDU (DDR) ein. In der Partei war er in verschiedenen Vorstandsämtern aktiv. So war er 1996 bis 2000 Vorsitzender des Landesfachausschusses Bundes- und Europaangelegenheiten im CDU-Landesverband Sachsen-Anhalt, 1998 bis 2000 Vorsitzender des CDU-Kreisverbandes Quedlinburg und seit 1998 Mitglied im CDU-Landesvorstand Sachsen-Anhalt. 1998 war er im Bundesfachausschuss der CDU für Entwicklungspolitik tätig. Daneben war ein Arbeitsschwerpunkt die Mittelstandspolitik. Er war von 1991 bis 2000 Kreisvorsitzender der Mittelstands- und Wirtschaftsvereinigung der CDU/CSU (MIT) in Quedlinburg und war seit 1991 lange Zeit Mitglied im Landesvorstand der MIT.
Von 1994 bis 1999 war er Mitglied des Kreistags im Landkreis Quedlinburg und von 1990 bis 1998 Mitglied des Landtags von Sachsen-Anhalt.
Karsten Knolle wurde bei der ersten Landtagswahl in Sachsen-Anhalt 1990 im Landtagswahlkreis Quedlinburg I (WK 46) direkt in den Landtag gewählt. Bis Dezember 1991 gehörte er der CDU-Fraktion an. Im Dezember 1991 verließ er die CDU-Fraktion und schloss sich der „Freien Fraktion“ von Joachim Auer an. Bereits wenige Tage später verließ er die freie Fraktion und war Dezember 1991 bis Februar 1992 fraktionslos. Ab Februar 1992 war er formal Gast der CDU-Fraktion.
1999 bis 2004 war er Europaabgeordneter.

## Hilfsaktionen
Entgegen der Regelungen der Flüchtlingsorganisationen, die ihm Verantwortungslosigkeit vorwarfen, evakuierte er 1992 in Eigeninitiative gemeinsam mit dem Landtagsabgeordneten Jürgen Angelbeck 42 Kinder aus einem Waisenhaus der stark umkämpften Stadt Sarajevo nach Deutschland. Mit einer russischen Transportmaschine brachte er die Kinder am 4. August 1992 nach Sachsen-Anhalt, wo sie auf verschiedene Heime in Sandersleben, Schönebeck und Calbe verteilt und versorgt wurden. 1997 kehrten die Kinder in ihre Heimat zurück.
1993 reiste er erneut nach Sarajevo und brachte diesmal 53 behinderte Kinder zum Teil mit ihren Betreuern nach Deutschland. Kritik erhielt Knolle unter anderem von CDU-Fraktionschef Christoph Bergner, der mahnte: Sachsen-Anhalt könne „auf Dauer keine Kindesentführung betreiben“.
Zur weiteren Hilfe bosnischer Kriegsopfer gründete Knolle einen Verein und sammelte Spenden für Hilfsprojekte.

## Ehrungen
Er war Träger des Ehrenkreuzes der Bundeswehr in Gold.

## Werke
- Karsten Knolle und Ute Kaufholz: Ein deutsch-deutsches enfant terrible? Eine ungewöhnliche Biographie. Anderbeck-Verlag, Anderbeck 2004, ISBN 3-937751-01-7.